# Matthaios Voulgarakīs
Matthaios Voulgarakīs, noto anche con lo pseudonimo di Manthos Voulgarakīs (in greco Ματθάιος/Μάνθος Βουλγαράκης?; 14 marzo 1980), è un pallanuotista greco.